# Laura Gallego García
Laura Gallego García (Cuart de Poblet, Valencia, 11 de octubre de 1977) es una autora española de literatura infantil y juvenil especializada en temática fantástica. Ha estudiado Filología Hispánica en la Universidad de Valencia.

## Trayectoria
A los 11 años empezó a escribir Zodiaccía, un mundo diferente. Tardó tres años en terminarlo, y aunque nunca se ha publicado está en formato pdf en su página web  (https://www.lauragallego.com/). Durante años envió sus escritos a diversos concursos literarios.
A los veinte años, tras acabar el bachillerato, decidió estudiar Filología hispánica en la Universidad de Valencia, pero casi estudia filosofía. Seguía enviando sus textos a editoriales y concursos pero no logró publicar nada hasta que escribió Finis Mundi. Anteriormente, había escrito trece libros, pero ninguno de ellos vio la luz. Con Finis Mundi la autora, tras varios años de participación, ganó en el año 1999 el Premio Barco de Vapor, celebrado anualmente por la Editorial SM.
A Finis Mundi le siguieron títulos como Mandrágora (Pearson Alhambra), o la tetralogía Crónicas de la Torre. Aunque su fama se debe principalmente a las novelas juveniles, ha publicado también obras dirigidas a un público infantil.
En 2002 fue galardonada de nuevo con el Premio Barco de Vapor, esta vez por su novela La leyenda del rey errante. También ha publicado en SM El coleccionista de relojes extraordinarios, la trilogía Memorias de Idhún, Alas de fuego, Alas Negras, Donde los árboles cantan, Dos velas para el diablo, la saga Crónicas de la Torre y Las hijas de Tara, esta última dentro de la colección «Gran Angular».
En 2004 comenzó a publicar su segunda trilogía, titulada Memorias de Idhún (Memorias de Idhún I: La Resistencia, Memorias de Idhún II: Tríada, Memorias de Idhún III: Panteón) con la que ha cosechado su mayor éxito a fecha de 2017, con más de 1 000 000 de ejemplares vendidos. Memorias de Idhún cuenta con una adaptación a novela gráfica y serie de televisión.
Es fundadora de la revista universitaria Náyade, que distribuye la Facultad de Filología de la Universidad de Valencia y de la que fue codirectora desde 1997 hasta 2010.
Después ha publicado varios libros independientes, la mayoría de temática fantástica, además de la segunda parte de Alas de fuego, titulada Alas negras. También se ha adentrado en la literatura realista con la serie Sara y las goleadoras, que incluye títulos como: Creando equipo, Las chicas somos guerreras, Goleadoras en la liga, El fútbol y el amor son incompatibles, Las Goleadoras no se rinden y El último gol. Su novela Donde los árboles cantan, publicada en octubre de 2011, ganó el Premio Nacional de Literatura Infantil y Juvenil correspondiente al año 2012. Asimismo, su trayectoria se vio recompensada con el Premio Cervantes Chico. Ese mismo año 2012 volvió a la literatura infantil con Mago por casualidad.
El 12 de marzo de 2015 publicó Todas las hadas del reino, una novela de aventuras donde las protagonistas son las hadas madrinas y se hacen constantes guiños a los cuentos clásicos.
En marzo de 2017 publicó Por una rosa, un libro que contiene tres relatos escritos por tres autores diferentes: Laura Gallego, Javier Ruescas y Benito Taibo. Se trata de tres historias ambientadas en el universo del cuento clásico La bella y la bestia.
El 5 de abril de 2018 publicó El bestiario de Axlin, el primer libro de la trilogía Guardianes de la ciudadela, y el 8 de noviembre del mismo año El secreto de Xein, el segundo libro de esta saga. La tercera y última parte de esta saga vio la luz el 29 de marzo de 2019 con su título La misión de Rox, una trilogía de fantasía juvenil que se desarrolla en un mundo brutal repleto de monstruos.
En septiembre de 2021 publicó El ciclo del eterno emperador, una nueva novela independiente de fantasía.
El 20 de octubre de 2022 publicó Stravagantia, una novela independiente sin continuación de aventuras desarrollada en un mundo fantástico.
El 14 de marzo de 2024 publicó Todos los hombres del rey, la continuación directa de Todas las hadas del reino retomándolo en el punto final de su predecesora. Sin embargo, en esta ocasión la protagonista se trata de Felicia, la última ahijada de Camelia.

## Rasgos temáticos y de estilo
Laura Gallego ha explorado gran parte de los temas literarios: comenzó escribiendo literatura histórico-fantástica, con su novela Finis Mundi; pero probó también la ciencia ficción, con Las hijas de Tara; y más tarde la fantasía épica con Memorias de Idhún; sin olvidar tampoco su literatura infantil.
En su narrativa fantástica, y particularmente en Memorias de Idhún, el tema amoroso es tanto o más importante que el fantástico; los personajes expresan sin cesar sus sentimientos, dudas, recelos, decepciones, etc., y se guían por ellos, generalmente más que por otros conceptos como el honor o el deber. Así, la reflexión sobre el propio sentimiento ocupa mucho espacio en los diálogos y la reproducción del pensamiento, hecho favorecido por la decisión de emplear un apasionado triángulo amoroso en su obra Memorias de Idhún. Su obra toma algunos elementos como inspiración de las novelas de Margaret Weis y Tracy Hickman, como El Ciclo de la Puerta de la Muerte, La espada de Joram y Dragonlance.

## Reconocimientos
Recibió el Premio Nacional de Literatura Infantil y Juvenil en 2012, por su obra de género fantástico-épico Donde los árboles cantan. Dicho galardón, dotado con 20.000 euros, fue concedido por el Ministerio de Educación, Cultura y Deportes, lo que designó a su obra como el mejor libro de literatura infantil o juvenil publicado en 2011 en cualquiera de las lenguas oficiales que se hablan en España.
Asimismo, el Ayuntamiento de Alcalá de Henares y la Asociación de Libreros y Papeleros le concedió en 2011 el Premio Cervantes Chico de Literatura Juvenil y fue galardonada con el Premio de Literatura Infantil El Barco de Vapor en 2002 con su obra La Leyenda del Rey Errante y en 1999 por su obra Finis Mundi. Recibió también el Premio Imaginamalaga 2013 por El Libro de los Portales, así como el Premio Kelvin 505, este último en el año 2016.

## Presencia en redes
Laura Gallego, como una escritora que ha desarrollado su actividad principalmente en el siglo XXI, mantiene desde los primeros años de esta una importante presencia en internet.
De 2003 a 2017 la autora mantuvo un foro de literatura en castellano, dedicado tanto a la discusión de la misma como a la producción propia de los usuarios. Fue cerrado en septiembre de 2017 por considerarlo un formato obsoleto en la era de las redes sociales y luego fue borrado definitivamente de la red.